# Dramatens elevskola
Die Kungliga Dramatiska Teaterns Elevskola, kurz Dramatens elevskola in Stockholm war eine bedeutende Schauspielschule in Schweden. Sie wurde vom Königlichen Dramatischen Theater (Dramaten) betrieben.

## Geschichte
Die Schule wurde 1787 von Gustav III. gegründet. Die Angliederung an das Königliche Dramatische Theater führte zu einer praxisnahen Ausbildung, die neben der obligatorischen Sprachschulung auch Tanz, Fechten und Maskenbildung umfasste. Aus ursprünglich einem Ausbildungsjahr wurden am Ende deren drei, einschließlich anschließendem Pflichtjahr am Nationaltheater.
1964 förderte Ingmar Bergman, der damalige Intendant des Dramaten, die Lösung der als belastend empfundenen Schule vom Theater, eine Entscheidung, die er später bereut hat. In der Nachfolge wurden drei universitäre Einrichtungen in Göteborg, Lund und Luleå geschaffen, die Teaterhögskolan i Stockholm blieb bis heute selbständig.

## Bedeutende Absolventen
| - Börje Ahlstedt - Bibi Andersson - Ingrid Bergman - Gunnar Björnstrand - Anita Björk - Eva Dahlbeck | - Eva Röse - Greta Garbo - Lars Hanson - Signe Hasso - Gerda Lundequist - Ingrid Luterkort | - Jan Malmsjö - Per Oscarsson - Max von Sydow - Ingrid Thulin - Gunn Wållgren - Mai Zetterling |